# Гребля Суані
Гребля Суані (Souani) — гідротехнічна споруда на півночі Алжиру.
Гідротехнічна споруда, відома як «гребля Суані» (Barrage de Souani), розташована на південному схилі Тель-Атласа, в районі, що дренується сточищем уеду Муїллах (Mouillah) — лівого притоку уеду Тафна (впадає до Середземного моря за дев'ять десятків кілометрів на південний схід від Орана). Особливістю «греблі Суані» є те, що наповнення водосховища передбачалось не за рахунок стоку якогось водотоку, а шляхом перенаправлення ресурсу з уеду Тафна, зведені на якому греблі Бені-Бахдел та Хаммам-Буграра за попередніми розрахунками не могли затримати всієї води, що проходила під час повені.
У межах проєкту навколо обраної для розміщення водойми ділянки звели у сідловинах три насипні дамби довжиною близько 0,65 км, 1,2 км та 0,25 км, найвища з яких має висоту 31 метр. Створене таким чином сховище повинно було утримувати 17,6 (за іншими даними — 13,6) млн м3.
Завершення будівництва припало на 1991 (за іншими даними — 2005) рік. Втім, через нестачу водного ресурсу станом на кінець 2010-х сховище так ніколи й не було заповнене.